# Jane Kean
Jane Kean (Hartford, 10 aprile 1923 – Burbank, 26 novembre 2013) è stata un'attrice, cantante e doppiatrice statunitense, la cui carriera abbracciò sette decenni ed incluse cinema, televisione, teatro di prosa e musicale.

## Filmografia parziale

### Cinema
- Flying with Music, regia di George Archainbaud (1942)
- Elliott, il drago invisibile (Pete's Dragon), regia di Don Chaffey (1977)
- Explorers, regia di Joe Dante (1985)

### Televisione
- Royal Playhouse (Fireside Theater) – serie TV, episodio 1x04 (1949)
- Follow the Sun – serie TV, episodio 1x28 (1962)
- Make Room for Daddy – serie TV, 1 episodio (1964)
- Il tempo della nostra vita (Days of Our Lives) – serie TV, 3 episodi (1965-1966)
- Lucy Show (The Lucy Show) – serie TV, 1 episodio (1966)
- Love, American Style – serie TV, 1 episodio (1970)
- Cannon – serie TV, 1 episodio (1974)
- Love Boat (The Love Boat) – serie TV, 1 episodio (1978)
- Dallas – serie TV, 1 episodio (1979)
- Nancy, Sonny & Co. – serie TV, 1 episodio (1981)
- Il mistero di Jillian (King's Crossing) – serie TV, 1 episodio (1982)
- General Hospital – serie TV, 2 episodi (1984-1991)
- Top Secret (Scarecrow and Mrs. King) – serie TV, 1 episodio (1984)
- L'albero delle mele (The Facts of Life) – serie TV, 1 episodio (1985)
- Genitori in blue jeans (Growing Pains) – serie TV, 1 episodio (1989)
- Dream On – serie TV, 1 episodio (1991)
- Un papà da prima pagina (Madman of the People) – serie TV, 2 episodi (1994)

## Doppiaggio
- The All-New Scooby and Scrappy-Doo Show - serie TV, 1 episodio (1984)

## Doppiatrici italiane
- Angiolina Quinterno in Elliot il drago invisibile
- Flaminia Jandolo in Top Secret